# Bruce Dow
Bruce Dow (Seattle, Washington, 1 de abril de 1963) es un actor estadounidense-canadiense, más conocido por sus cuatro roles destacados en Broadway, sus 12 temporadas en papeles principales en la Festival Stratford, sus premios ganadores de los Dora Mavor Moore Awards en actuaciones de Buddies in Bad Times, más grande y de más larga duración del mundo teatro LGBTQ, su voz al personaje de Max para Drama Total: Isla Pahkitew de la serie Drama Total y sus apariciones en la  Mercer Informe Rick y Los Misterios de Murdoch.
Él es también un escenario profesional director, una producida compositor/letrista y un experimentado educador teatral, que se especializa en Shakespeare y teatro musical, después de haber enseñado en los colegios y universidades de todo Canadá y Estados Unidos, incluyendo la Escuela Nacional de Teatro de Canadá, el Festival Stratford Departamento de Formación Profesional Teatro, SUNY Plattsburgh, Sheridan College y La Academia Randolph para las Artes Escénicas.
Dow hizo su Broadway debut en Jane Eyre, y ha aparecido en Broadway en Vivir de Ilusión, Anything Goes y más recientemente como Herodes Antipas en el 2012 Tony- nominado del renacimiento de Jesucristo Superestrella, que abrió sus puertas en el Teatro Avon en Stratford, Ontario. En el invierno de 2011, Jesucristo Superestrella transferido a la La Jolla Playhouse y luego a Broadway en el Teatro Neil Simon para una apertura en marzo de 2012. Dow recibió muchas críticas muy favorables por su cómico, pero serio, el rendimiento. El espectáculo de cierre 1 de julio de 2012 con Dow todavía como Herodes.